# Euxoa afghanica
Euxoa afghanica là một loài bướm đêm trong họ Noctuidae.